# 半坡陶符

半坡陶符符號。根據歷史研究者于省吾解讀：「×」= 五、「＋」= 七、 = 十、 = 二十、「Ｔ」= 示、「↑」= 矛。

半坡陶符是中國新石器時代一種接近文字形式的符號，在西安半坡遗址出土。出土陶器和陶片上刻画的符号共有27种。這些陶符，還在陝西寶雞北首嶺、長安五樓、郃陽莘野、銅川李家溝和臨潼姜寨、零口、垣頭等仰韶文化遺址中發現。

## 研究
過往，這些在半坡陶器上的黑線條符號，一直都被認為是製飾用的花紋。但自從中國大陸在1980年代開始在考古學上突飛猛進，從大量發掘出來的殷商甲骨文的內容來推斷，當時的人不可能在一開始使用文字之前，就能夠有系統的對事物在具體的描述。所以，語言學家及考古學家推斷，在夏朝時的中原人應該已經掌握了文字。不過，從夏朝出土的陶器上，卻一直只發現有花紋而沒有文字，所以有學者提出：陶器上的花紋（黑線斜紋）和圖案（花、獸等造型）其實都是文字。

## 外部連結
- 刻畫符號 （页面存档备份，存于）